# ۶۰۳ (قمری)
۶۰۳ (قمری)، ششصد و سومین سال در گاهشماری هجری قمری است. اول محرم این سال برابر با ۷ اوت سال ۱۲۰۶ میلادی است.